# Lista över avsnitt av Game of Thrones
Detta är en avsnittsguide till TV-serien Game of Thrones.

## Avsnitt

### Säsong 1 (2011)
| Nr i serien | Nr i säsongen | Titel                                   | Regissör       | Manus                      | Originalvisning |
| --- | ------------- | --------------------------------------- | -------------- | -------------------------- | --------------- |
| 1 | 1             | "Winter Is Coming"                      | Tim Van Patten | David Benioff & D.B. Weiss | 17 april 2011   |
| Eddard "Ned" Stark bekymras av rykten från muren i norr då han får besked om att Jon Arryn, hans mentor och kungens hand, dött och att kung Robert Baratheon är på väg till Winterfell. På andra sidan havet smider exilprinsen Viserys Targaryen planer för att återerövra de sju konungarikena.           |               |                                         |                |                            |                 |
| 2 | 2             | "The Kingsroad"                         | Tim Van Patten | David Benioff & D.B. Weiss | 24 april 2011   |
| Neds son Bran överlever mirakulöst nog fallet och Cersei och Jaime befarar att deras hemlighet nu kommer att läcka ut. Ned accepterar rollen som Kungens hand och lämnar Winterfell tillsammans med döttrarna Sansa och Arya. Samtidigt beger sig Jon Snow norrut för att ansluta sig till Nattens väktare. |               |                                         |                |                            |                 |
| 3 | 3             | "Lord Snow"                             | Brian Kirk     | David Benioff & D.B. Weiss | 1 maj 2011      |
| Ned anländer till King's Landing och blir chockerad då han får veta att kungen dragit på sig ofantliga skulder. Catelyn misstänker att Lannisterhuset låg bakom mordförsöket på Bran, och i hemlighet följer hon efter sin man till King's Landing.                                                         |               |                                         |                |                            |                 |
| 4 | 4             | "Cripples, Bastards, and Broken Things" | Brian Kirk     | Bryan Cogman               | 8 maj 2011      |
| Ned utreder omständigheterna kring Arryns död och hittar ett av kung Roberts oäkta barn. Jon Snow skyddar Sam som har svårt att hantera livet vid muren. Viserys frustration växer och slutligen drabbar han och hans syster samman.                                                                        |               |                                         |                |                            |                 |
| 5 | 5             | "The Wolf and the Lion"                 | Brian Kirk     | David Benioff & D.B. Weiss | 15 maj 2011     |
| Kung Robert blir rasande när han får höra att Daenerys allierat sig med dothrakierna och han och Ned blir osams om hur de ska hantera situationen. Tyrion som hålls fången av Catelyn får ett kallt mottagande då de anländer till Eyrie.                                                                   |               |                                         |                |                            |                 |
| 6 | 6             | "A Golden Crown"                        | Daniel Minahan | David Benioff & D.B. Weiss | 22 maj 2011     |
| Medan Robert är ute och jagar fattar Ned i egenskap av kungens hand ett beslut som kan få konsekvenser i hela riket. Tyrion erkänner sina "brott" inför Catelyns Lysa men kräver att hans dom ska avgöras genom en tvekamp.                                                                                 |               |                                         |                |                            |                 |
| 7 | 7             | "You Win or You Die"                    | Daniel Minahan | David Benioff & D.B. Weiss | 29 maj 2011     |
| Medan Lannisterhuset gör sig redo för strid pressar Ned drottning Cersei för att få fram sanningen om lord Arryns död. Efter att Ser Jorah räddat Daenerys lovar Drogo att dothrakierna ska ta sig till King's Landing.                                                                                     |               |                                         |                |                            |                 |
| 8 | 8             | "The Pointy End"                        | Daniel Minahan | George R.R. Martin         | 5 juni 2011     |
| Efter att Ned fängslats försöker Arya komma undan Lannisters vakter. Samtidigt manipulerar Cersei Sansa för att få över henne på sin sida. Robb gör sig redo att tåga söderut för att strida mot Tywin Lannister. Jon drabbar samman med en mystisk inkräktare från andra sidan muren.                      |               |                                         |                |                            |                 |
| 9 | 9             | "Baelor"                                | Alan Taylor    | David Benioff & D.B. Weiss | 12 juni 2011    |
| Medan Ned fattar ett ödesdigert beslut träffar Catelyn en överenskommelse med den tvivelaktige Walder Frey. Tyrion skaffar en älskarinna men hans far tvingar honom att strida vid fronten. Robb vinner sin första seger och får en värdefull fånge. Jon får reda på en mörk hemlighet om mäster Aemon.     |               |                                         |                |                            |                 |
| 10 | 10            | "Fire and Blood"                        | Alan Taylor    | David Benioff & D.B. Weiss | 19 juni 2011    |
| Den tragiska nyheten om vad som skett i King's Landing sprids över De sju konungarikena. Medan Catelyn försöker få reda på vad Jamie vet om hur hennes son skadades antar Arya en ny identitet för att kunna fly från King's Landing. Samtidigt på muren ställs Jon inför ett svårt val.                    |               |                                         |                |                            |                 |

### Säsong 2 (2012)
| Nr i serien | Nr i säsongen | Titel                        | Regissör       | Manus                      | Originalvisning |
| --- | ------------- | ---------------------------- | -------------- | -------------------------- | --------------- |
| 11 | 1             | "The North Remembers"        | Alan Taylor    | David Benioff & D.B. Weiss | 1 april 2012    |
| Tyrion tar hand om sin far Tywins uppgifter som kungens "hand" i hans frånvaro. Roberts yngre bror Stannis Baratheon sprider ut avslöjandet att Roberts son Joffrey är en oäkting och förklarar sig själv kung. Nattväktarna marscherar norrut.                                                                                              |               |                              |                |                            |                 |
| 12 | 2             | "The Night Lands"            | Alan Taylor    | David Benioff & D.B. Weiss | 8 april 2012    |
| Neds dotter Arya flyr King's Landing med rekryter till Nattväktarna. Neds forne fredgisslan Theon Greyjoy reser hem för att förhandla fram en allians med sin far Balon och Robb, men får inte det bemötande han förväntat sig. |               |                              |                |                            |                 |
| 13 | 3             | "What Is Dead May Never Die" | Alik Sakharov  | David Benioff & D.B. Weiss | 15 april 2012   |
| Tyrion försöker styra kungadömet och hitta en spion. Catelyn försöker förhandla en trippelallians mellan Norden och Roberts bröder, som båda utropat sig till kungar. Daenerys och hennes följe anländer till den fria staden Qarth. Theon slits mellan sin biologiska familj och sin känslomässige bror Robb. Arya hålls fånge i Harrenhal. |               |                              |                |                            |                 |
| 14 | 4             | "Garden of Bones"            | David Petrarca | Vanessa Taylor             | 22 april 2012   |
| Tyrion planerar försvaret av King's Landing mot Stannis förestående attack. Jon skickas på ett farligt uppdrag. |               |                              |                |                            |                 |
| 15 | 5             | "The Ghost of Harrenhal"     | David Petrarca | David Benioff & D.B. Weiss | 29 april 2012   |
| Jaqen H'ghar erbjuder Arya tre mord som lön för att hon räddat hans liv. |               |                              |                |                            |                 |
| 16 | 6             | "The Old Gods and the New"   | David Nutter   | Vanessa Taylor             | 6 maj 2012      |
| Theon intar ätten Starks borg Winterfell. Jon tillfångatar vildkvinnan Ygritte. Daenerys försöker köpa en flotta. |               |                              |                |                            |                 |
| 17 | 7             | "A Man Without Honor"        | David Nutter   | David Benioff & D.B. Weiss | 13 maj 2012     |
| Bran & Rickon, Neds yngsta söner, flyr från fångenskapen i Winterfell. Daenerys drakar blir stulna. Jon färdas med Ygritte genom vildmarken. Neds dotter Sansa har fått sin första menstruation och är nu redo att giftas bort till kung Joffrey.                                                                                            |               |                              |                |                            |                 |
| 18 | 8             | "The Prince of Winterfell"   | Alan Taylor    | David Benioff & D.B. Weiss | 20 maj 2012     |
| Stannis, Cersei och Tyrion förbereder sig inför stormningen av King's Landing. Catelyn arresteras för att ha släppt fri Jamie "Kungamördaren" mot löfte att han ska lämna Sansa och Arya åter till Catelyn. Arya blir Tywins tjänare och planerar sin flykt från Harrenhal. Roose Bolton skickar sin oäkting för att återta Winterfell.      |               |                              |                |                            |                 |
| 19 | 9             | "Blackwater"                 | Neil Marshall  | George R.R. Martin         | 27 maj 2012     |
| Lannister tvingas slåss för livet när Stannis Baratheon anfaller King's Landing. |               |                              |                |                            |                 |
| 20 | 10            | "Valar Morghulis"            | Alan Taylor    | David Benioff & D.B. Weiss | 3 juni 2012     |
| Robb väljer mellan kärlek och plikt. Jon är fången av vildmännen och förs till deras kung, Mance Rayder. Theon finner sig belägrad av ätten Bolton. Daenerys försöker befria sina drakar. De vita vandrarna återvänder efter tusentals år.                                                                                                   |               |                              |                |                            |                 |

### Säsong 3 (2013)
| Nr i serien | Nr i säsongen | Titel                          | Regissör                   | Manus                      | Originalvisning |
| --- | ------------- | ------------------------------ | -------------------------- | -------------------------- | --------------- |
| 21 | 1             | "Valar Dohaeris"               | Daniel Minahan             | David Benioff & D.B. Weiss | 31 mars 2013    |
| Resterna av Nattväktarna flyr söder ut. Lord Baelish erbjuder Sansa en flyktväg. Jon övertygar Mance att han vill ansluta sig till vildmännen.                                                                     |               |                                |                            |                            |                 |
| 22 | 2             | "Dark Wings, Dark Words"       | Daniel Minahan             | Vanessa Taylor             | 7 april 2013    |
| Bran möter Jojen och Meera Reed, barn till en gammal vän till Ned. Brienne och Jaime reser genom vildmarken. Arya tas tillfånga av Brödraskapet Utan Banér.                                                        |               |                                |                            |                            |                 |
| 23 | 3             | "Walk of Punishment"           | David Benioff & D.B. Weiss | David Benioff & D.B. Weiss | 14 april 2013   |
| Roose Boltons jägare tillfångatar Jaime och Brienne. Nattväktarna söker skydd i Crasters Fort. |               |                                |                            |                            |                 |
| 24 | 4             | "And Now His Watch Is Ended"   | Alex Graves                | David Benioff & D.B. Weiss | 21 april 2013   |
| Daenerys har till sist fått sin armé. Cersei är obekväm med Lannisters nya allierade, ätten Tyrell. Nattväktarna utför myteri mot sin befälhavare Jeor. Lojalisterna flyr, bland annat Jon Snös bäste vän Samwell. |               |                                |                            |                            |                 |
| 25 | 5             | "Kissed by Fire"               | Alex Graves                | Bryan Cogman               | 28 april 2013   |
| Robbs giftermål har förstört alliansen med den mäktiga ätten Frey. Robbs ätteman Richard Karstark går emot honom. Jaime avslöjar en hemlighet för Brienne. Ygritte får Jon att erkänna sina känslor för henne.     |               |                                |                            |                            |                 |
| 26 | 6             | "The Climb"                    | Alik Sakharov              | David Benioff & D.B. Weiss | 5 maj 2013      |
| Jon och Ygritte måste bestiga Muren, tillsammans med hövdingen Tormund. Sansa och Tyrion förlovas mot sin vilja. Robb söker återupprätta sin allians med ätten Frey för att rädda sina chanser att vinna kriget.   |               |                                |                            |                            |                 |
| 27 | 7             | "The Bear and the Maiden Fair" | Michelle MacLaren          | George R.R. Martin         | 12 maj 2013     |
| Jon och vildmännen reser söder om Muren. Arya flyr från Brödraskapet. Daenerys fortsätter sitt korståg mot slaveriet. Jamie överger Brienne hos ätten Bolton i Harrenhal.                                          |               |                                |                            |                            |                 |
| 28 | 8             | "Second Sons"                  | Michelle MacLaren          | David Benioff & D.B. Weiss | 19 maj 2013     |
| Daenerys försöker få legoknektarna i de Andra Sönerna att gå med henne mot slavstaden Yunkai. Samwell och vildflickan Gilly möter de Vita vandrarna.                                                               |               |                                |                            |                            |                 |
| 29 | 9             | "The Rains of Castamere"       | David Nutter               | David Benioff & D.B. Weiss | 2 juni 2013     |
| Ätten Frey bjuder in till bröllop, vilket sedan slutar i tragedi. Jon Snow ställs inför sitt livs svåraste val. |               |                                |                            |                            |                 |
| 30 | 10            | "Mhysa"                        | David Nutter               | David Benioff & D.B. Weiss | 9 juni 2013     |
| Ygritte ställs inför sitt livs svåraste val. Bran och syskonen Reed reser bortom Muren. Nattväktarna skickar ut ett nödrop om förstärkning. Stannis prästinna Melisandre förutspår en mörk framtid.                |               |                                |                            |                            |                 |

### Säsong 4 (2014)
| Nr i serien | Nr i säsongen | Titel                        | Regissör          | Manus                      | Originalvisning |
| --- | ------------- | ---------------------------- | ----------------- | -------------------------- | --------------- |
| 31 | 1             | "Two Swords"                 | D. B. Weiss       | David Benioff & D.B. Weiss | 6 april 2014    |
| Jon återvänder till Svarta Slottet. Daenerys förbereder en attack mot Meereen, den största av alla slavstäder. Arya reser med Hunden för att komma till sin moster Lysa Arryn.                                                                         |               |                              |                   |                            |                 |
| 32 | 2             | "The Lion and the Rose"      | Alex Graves       | George R. R. Martin        | 13 april 2014   |
| Joffrey och Margaery Tyrell gifter sig. Theon har kastrerats och hjärntvättats till ett skal av sig själv, av Roose Boltons galna oäkting Ramsay. |               |                              |                   |                            |                 |
| 33 | 3             | "Breaker of Chains"          | Alex Graves       | David Benioff & D.B. Weiss | 20 april 2014   |
| Tyrion arresteras för mord. Sansa kidnappas av lord Baelish. Meereen utmanar Daenerys |               |                              |                   |                            |                 |
| 34 | 4             | "Oathkeeper"                 | Michelle MacLaren | Bryan Cogman               | 27 april, 2014  |
| Jaime skickar Brienne för att rädda Sansa och Arya. Bran och hans vänner tas tillfånga a myteristerna från Nattväktarna. |               |                              |                   |                            |                 |
| 35 | 5             | "First of His Name"          | Michelle MacLaren | David Benioff & D.B. Weiss | 4 maj 2014      |
| Tommen kröns till kung och Cersei bygger sitt åtal mot Tyrion. Lord Baelish gifter sig med Lysa Arryn. |               |                              |                   |                            |                 |
| 36 | 6             | "The Laws of Gods and Men"   | Alik Sakharov     | Bryan Cogman               | 11 maj 2014     |
| Tywin åtalar Tyrion. Stannis och hans trognaste tjänare Davos försöker ta lån från Braavos Järnbank för att fortsätta kriget. Theon syster Yara stormar ätten Boltons borg för att befria Theon.                                                       |               |                              |                   |                            |                 |
| 37 | 7             | "Mockingbird"                | Alik Sakharov     | David Benioff & D.B. Weiss | 18 maj 2014     |
| Prins Oberyn av Dorne erbjuder sig att representera Tyrion i en tvekamp om hans skuld. Brienne och hennes nye väpnare Podrick får upp spåret på Arya.                                                                                                  |               |                              |                   |                            |                 |
| 38 | 8             | "The Mountain and the Viper" | Alex Graves       | David Benioff & D.B. Weiss | 1 juni 2014     |
| Cerseis kämpe i tvekampen är Gregor "Berget" Clegane, som mördat prins Oberyns syster. Ramsay tvingar Theon hjälpa honom att återerövra fästningen Moat Cailin från Balons soldater. Oberyn gör sig redo att möta "Berget" och hämnas sin systers död. |               |                              |                   |                            |                 |
| 39 | 9             | "The Watchers on the Wall"   | Neil Marshall     | David Benioff & D.B. Weiss | 8 juni 2014     |
| Nattväktarna måste försvara sig när hundratusentals vildmän försöker ta sig igenom Muren. |               |                              |                   |                            |                 |
| 40 | 10            | "The Children"               | Alex Graves       | David Benioff & D.B. Weiss | 15 juni 2014    |
| Jon ställs inför nya svåra prov. Jorah avslöjar en förkrossande hemlighet för Daenerys. Bran och Jojen når sin resas mål. Hunden och Brienne möts i en duell om Aryas framtid.                                                                         |               |                              |                   |                            |                 |

### Säsong 5 (2015)
| Nr i serien | Nr i säsongen | Titel                          | Regissör         | Manus                      | Originalvisning |
| --- | ------------- | ------------------------------ | ---------------- | -------------------------- | --------------- |
| 41 | 1             | "The Wars to Come"             | Michael Slovis   | David Benioff & D.B. Weiss | 12 april 2015   |
| Cersei och Jaime förbereder sig för att klara sig utan Tywin. Tyrion flyr till Pentos och Jon står mellan två kungar. |               |                                |                  |                            |                 |
| 42 | 2             | "The House of Black and White" | Michael Slovis   | David Benioff & D.B. Weiss | 19 april 2015   |
| Arya anländer till Braavos i jakt på Jaqen H'ghar. Jamie beger sig till Dorne efter ha mottagit ett mordhot mot sin och Cerseis dotter Myrcella. Oberyns älskarinna Ellaria Sand och hennes döttrar söker hämnd. Nattväktarna väljer en ny ledare och Stannis erbjuder Jon att legitimerad som Neds son. |               |                                |                  |                            |                 |
| 43 | 3             | "High Sparrow"                 | Mark Mylod       | David Benioff & D.B. Weiss | 26 april 2015   |
| Tommen gifter sig. Arya går i lärdom hos de Ansiktslösa Männen. Lord Baelish avslöjar sina planer för Sansa. Jon tar över som Nattväktarnas nya befälhavare. |               |                                |                  |                            |                 |
| 44 | 4             | "Sons of the Harpy"            | Mark Mylod       | Dave Hill                  | 3 maj 2015      |
| Jorah Mormont tar Tyrion till fånge och beger sig mot Meeren. Cersei konspirerar mot ätten Tyrell. Daenerys måste hantera en brutal gerillagrupp som försöker störta henne. Jaime infiltrerar Dorne. Melisandre försöker förföra Jon.                                                                    |               |                                |                  |                            |                 |
| 45 | 5             | "Kill the Boy"                 | Jeremy Podeswa   | Bryan Cogman               | 10 maj 2015     |
| Lord Baelish gifter bort Sansa till Ramsay Bolton och Theon tvingas möta henne. Stannis förbereder sig att störta Roose Bolton som tagit Winterfell till sitt säte. |               |                                |                  |                            |                 |
| 46 | 6             | "Unbowed, Unbent, Unbroken"    | Jeremy Podeswa   | Bryan Cogman               | 17 maj 2015     |
| Arya ställs inför svåra prövningar. Loras Tyrell tillfångatas av den fundamentalistisk orden Sparvarna. Tyrion och Jorah blir tagna av slavhandlare. Roose viger Sansa och Ramsay. |               |                                |                  |                            |                 |
| 47 | 7             | "The Gift"                     | Miguel Sapochnik | David Benioff & D.B. Weiss | 24 maj 2015     |
| Cersei arresteras av Sparvarna. Samwell och Gilly stöter på svårigheter när Jon beger sig öster ut med Edd och Tormund. Daenerys återförenas med Jorah och möter Tyrion. |               |                                |                  |                            |                 |
| 48 | 8             | "Hardhome"                     | Miguel Sapochnik | David Benioff & D.B. Weiss | 31 maj 2015     |
| Jon, Edd och Tormund försöker evakuera byn Hårdhem medan de Vita vandrarna inleder en förödande attack. Cersei står emot Sparvarna. Daenerys får råd av Tyrion. |               |                                |                  |                            |                 |
| 49 | 9             | "The Dance of Dragons"         | David Nutter     | David Benioff & D.B. Weiss | 7 juni 2015     |
| Jon och överlevarna från Hårdhem återvänder till Svarta Slottet. Melisandre ställer Stannis inför ett fruktansvärt val. Jaime möter prins Doran Martell. |               |                                |                  |                            |                 |
| 50 | 10            | "Mother's Mercy"               | David Nutter     | David Benioff & D.B. Weiss | 14 juni 2015    |
| Theon gör ett viktigt val. Cersei erkänner sina synder. Jon skickar Samwell och Gilly till Gamla Stan på ett viktigt uppdrag. Stannis armé når till sist Winterfell. |               |                                |                  |                            |                 |

### Säsong 6 (2016)
| Nr i serien | Nr i säsongen | Titel                    | Regissör         | Manus                      | Originalvisning |
| --- | ------------- | ------------------------ | ---------------- | -------------------------- | --------------- |
| 51 | 1             | "The Red Woman"          | Jeremy Podeswa   | David Benioff & D.B. Weiss | 24 april 2016   |
| 52 | 2             | "Home"                   | Jeremy Podeswa   | Dave Hill                  | 1 maj 2016      |
| 53 | 3             | "Oathbreaker"            | Daniel Sackheim  | David Benioff & D.B. Weiss | 8 maj 2016      |
| 54 | 4             | "Book of the Stranger"   | Daniel Sackheim  | David Benioff & D.B. Weiss | 15 maj 2016     |
| 55 | 5             | "The Door"               | Jack Bender      | David Benioff & D.B. Weiss | 22 maj 2016     |
| 56 | 6             | "Blood of my Blood"      | Jack Bender      | Bryan Cogman               | 29 maj 2016     |
| 57 | 7             | "The Broken Man"         | Mark Mylod       | Bryan Cogman               | 5 juni 2016     |
| 58 | 8             | "No One"                 | Mark Mylod       | David Benioff & D.B. Weiss | 12 juni 2016    |
| 59 | 9             | "Battle of the Bastards" | Miguel Sapochnik | David Benioff & D.B. Weiss | 19 juni 2016    |
| Huset Stark kämpar en förtvivlad kamp emot husen Boltons, Karstarks & Umbers förenade arméer. Daenerys återvänder till Mereen. |               |                          |                  |                            |                 |
| 60 | 10            | "The Winds of Winter"    | Miguel Sapochnik | David Benioff & D.B. Weiss | 26 juni 2016    |
| Cersei och Margery ställs inför rätta och två nya monarker kröns, medan vintern till sist anländer.                            |               |                          |                  |                            |                 |

### Säsong 7 (2017)
| Nr i serien | Nr i säsongen | Titel                     | Regissör       | Manus                      | Originalvisning |
| ----------- | ------------- | ------------------------- | -------------- | -------------------------- | --------------- |
| 61          | 1             | "Dragonstone"             | Jeremy Podeswa | David Benioff & D.B. Weiss | 16 juli 2017    |
| 62          | 2             | "Stormborn"               | Mark Mylod     | Bryan Cogman               | 23 juli 2017    |
| 63          | 3             | "The Queen's Justice"     | Mark Mylod     | David Benioff & D.B. Weiss | 30 juli 2017    |
| 64          | 4             | "The Spoils of War"       | Matt Shakman   | David Benioff & D.B. Weiss | 6 augusti 2017  |
| 65          | 5             | "Eastwatch"               | Matt Shakman   | Dave Hill                  | 13 augusti 2017 |
| 66          | 6             | "Beyond the Wall"         | Alan Taylor    | David Benioff & D.B. Weiss | 20 augusti 2017 |
| 67          | 7             | "The Dragon and the Wolf" | Jeremy Podeswa | David Benioff & D.B. Weiss | 27 augusti 2017 |